# BEAT MOTION
『BEAT MOTION』（ビート・モーション）は、NHKで2000年4月9日から2006年3月12日まで放送された音楽番組である。
全編ハイビジョン制作。『ザ少年倶楽部』と同じく『サンデーヤングミュージック』枠の番組であった。前番組は『ミュージック・ジャンプ（ガールズサイド）』。後番組は『ミュージック・エクスプレス』。

## 概要
2003年3月16日までは毎週放送だったが、2003年度から放送枠が再編成。通常の日曜日は『ザ少年倶楽部』が放送され、第4日曜に月1回放送（日曜が5回ある月は2回）となった。
既に人気を博しているミュージシャンと、いまだブレイク前の若手ミュージシャンを織り交ぜて紹介するのが特徴。
2000年4月9日 - 2003年3月16日は、トーク・演奏のシンプルなスタイルだった。
2001年4月1日 - 2003年3月16日に元LUNA SEAの真矢が司会を務めた時は、「真矢（とアシスタントの女子アナウンサー）が経営する楽器屋」という設定でスタジオのセットが組まれ、そこにゲストが遊びにやって来てトークをするという形式をとっていた。
2003年4月20日、SOPHIAの松岡充が司会となってからは内容ごとにコーナーを細分化。ミュージシャンが毎回1 - 2組出演し、松岡とトークをしたり観客を迎えてのライブを行うこともあった。

## 司会者・ナレーター
司会者
- 2000年4月9日 - 2001年3月18日
  - 中村貴子
  - 森下和哉
- 2001年4月1日 - 2003年3月16日
  - 真矢（元LUNA SEA）
  - 住吉美紀（ - 2002年3月24日）
  - 島津有理子（2002年4月21日 - ）
- 2003年4月20日 - 2006年3月12日
  - 松岡充（SOPHIA）
  - 青山祐子（ - 2005年3月13日）
  - 塚原愛（2005年4月17日 - ）

ナレーター
- AI（2004年4月18日 - 2006年3月12日）

## 放送局・放送時間
2000年4月9日 - 2003年3月16日
- BS2：毎週日曜 18:29 - 18:57
NHK側は18:30からスタートと発表していたが、「ザ・少年倶楽部」終了後の18:29より真矢とアシスタントによるトークとその日の番組紹介が1分間にわたって放送され、18:30からオープニングテーマが流れていたので、フライングスタートをしていたことになる。

2003年4月20日 - 2006年3月12日
月によっては2週連続で放送することもあった。
- BSハイビジョン：月1回の日曜 12:10 - 13:03
- BS2：月1回の日曜 18:00 - 18:53
- NHKワールド・プレミアム

## コーナー
主に2003年以降。コーナーの途中やコーナー間には出演ミュージシャンによる事前収録のスタジオ演奏が放送される。
TALK JUNCTION
2004年4月以降のメインコーナー。ミュージシャンを複数ゲストに迎え、ミュージシャンが抱える悩みやデビューしてからの心境などについて、時に笑いあり、時に真剣に語り合う。
BM GRANDPRIX
2003年4月 - 2004年3月まで、『TALK JUNCTION』以前に放送されていたメインコーナー。内容はブレイク前のミュージシャン同士の早押しクイズバトル。優勝したミュージシャンには視聴者へのアピールタイムが用意されていた。
SPECIAL GUEST
2003年4月以降のコーナー。『TALK JUNCTION』・『BM GRANDPRIX』と違い、既に多大な人気を博するミュージシャンが出演。単独司会の松岡とトークを繰り広げる。内容は新曲の話や曲作りの秘密、プライベートの趣味など様々。他の音楽番組でもみられる、普通のトークコーナーである。曲は通常のスタジオ演奏の他、『SPECIAL LIVE』のコーナーにて観客を招いたライブ形式で行われることもあった。ちなみにスキマスイッチと中ノ森BANDは『TALK JUNCTION』・『BM GRANDPRIX』に出た後で人気となり、このコーナーにも呼ばれることになった。出演ゲストの性質の違う両コーナーのどちらにも出たのは彼ら二組だけとなる。
SPECIAL LIVE
2003年4月以降のコーナー。人気ミュージシャンがスタジオに観客を迎え入れ、ライブ形式で数曲演奏する。観客は主に出演ミュージシャンの公式サイトやレコード会社のサイト等でファンの中から募集していた。基本的に『SPECIAL GUEST』のコーナーとは違うミュージシャンが演奏する事が多かったが、2005年度では二つのコーナーの出演を兼ねるゲストも複数いた。
このコーナーには2件のトラブルの逸話が存在する。
- 東京スカパラダイスオーケストラの回（2004年5月23日放送）。この収録での観客はファンを対象にレコード会社のサイト上で募集がかけられ、多数の応募があったが、レコード会社側のメールの問題により収録日を過ぎても当選者に連絡メールが届かないという事態が発生。結局、観客スペースがガラ空きのスタジオで演奏だけが収録される事となった。
- サンボマスターの回（2004年11月放送）。NHKでは原則として特定の登録商標名を出す事はタブーとされているが、ボーカルの山口隆がそのタブーに挑戦。BEAT MOTIONの公式サイトの中で曲目の予告までされていた『美しき人間の日々』という曲の中で、様々なブランド名を連呼。曲ごとカットされた。

NEXT BREAKERS COUNTDOWN
2000年12月 - 2005年12月。年に1回、年末にのみ行われる企画。「次の年、ブレイクするのは一体どのアーティストか？」という問いに街頭でアンケートをとり、ランキングに換算してカウントダウン形式で見ていく。放送される回はこの企画がメインとなる。